# Semantischer Relativismus
Der semantische Relativismus oder Bedeutungsrelativismus besagt: Derselbe Begriff kann bei verschiedenen Subjekten und/oder zu verschiedenen Zeitpunkten unterschiedliche Bedeutungen haben.

## Terminologie

### Ausdrücke und gedankliche Kategorien
Das Wort „Begriff“ wird oft auch im Sinne von sprachlicher Ausdruck verstanden. Wenn Hans sagt: „Die Bank ist geschlossen“, dann bedeutet das Wort „Bank“ zu diesem Zeitpunkt in seinem Munde Geldinstitut. Wenn Fritz sagt: „Ich habe mich auf die Bank gesetzt“, bedeutet die Vokabel „Bank“ zu jenem Zeitpunkt in dessen Munde hingegen öffentliche Sitzgelegenheit für mehrere Personen (oder etwas in der Art).
Unter dieser Interpretation des Ausdrucks „Begriff“ ist der semantische Relativismus eine Binsenweisheit – niemand hat das je bezweifelt.
In den Kognitionswissenschaften und in der Philosophie wird das Wort „Begriff“ häufig in einem anderen Sinne verwendet. Es ist dann entweder eine mentale oder eine abstrakte Entität gemeint, die durch sprachliche Ausdrücke lediglich ausgedrückt werden kann, selbst jedoch etwas anderes ist als ein Ausdruck. Wenn man das Wort „Begriff“ in dieser Weise versteht, kann man das obige Beispiel so kommentieren: Hans und Fritz benutzen zwar denselben Ausdruck, sie drücken damit aber unterschiedliche Begriffe aus. Statt „Begriff“ kann man hier auch „gedankliche Kategorie“ sagen.
Eine Auffassung über Begriffe in diesem Sinne lautet: Was zwei mentale oder abstrakte Entitäten zu demselben Begriff macht, ist einfach dies, dass sie dieselbe Bedeutung haben. Wenn Hans sagt: „Das Geldinstitut ist geschlossen“ und Fritz sagt: „Die Bank hat einen Geldautomaten“, dann drücken sie mit den unterschiedlichen Ausdrücken „Geldinstitut“ und „Bank“ genau dann denselben Begriff aus, wenn diese Wörter in ihrem jeweiligen Munde dieselbe Bedeutung haben.
Unter dieser Interpretation des Ausdrucks „Begriff“ und mit der genannten Auffassung, ist es logisch ausgeschlossen, dass ein und der gleiche Begriff bei verschiedenen Subjekten und/oder zu verschiedenen Zeitpunkten unterschiedliche Bedeutungen haben könnte – denn er ist ja nur dann der gleiche, wenn er die gleiche Bedeutung hat.

### Bedeutung, Konzeption und Bezug
Um den semantischen Relativismus zu verstehen, ist es nützlich, einige weitere Unterscheidungen zu treffen:
1. Mit „Bedeutung“ ist hier die Beziehung eines Begriffs (d. h. eines Ausdrucks bzw. einer gedanklichen Kategorie) zu dem Ding oder der Klasse von Dingen gemeint, die er tatsächlich bezeichnet oder herausgreift – d. h. die tatsächlich unter diesen Begriff fallen und auf die er also zutreffend anzuwenden ist. Diese „Dinge“ seien hier als die Referenten des jeweiligen Begriffs bezeichnet.
2. Die „Bedeutung“ in diesem Sinne sollte aber nicht mit der Konzeption (den Vorstellungen) verwechselt werden, die die jeweiligen Verwender eines Begriffs von dessen Referenten haben. Solche Konzeptionen drücken sich unter anderem darin aus, auf welche Dinge die betreffenden Subjekte den Begriff üblicherweise anwenden und welche Definitionen sie für ihn akzeptieren würden.
Zwischen der Bedeutung von Begriffen und der Konzeption der Verwender dieser Begriffe von deren jeweiligen Referenten besteht ohne Zweifel ein Zusammenhang. Wie dieser Zusammenhang aussieht und vor allem, wie eng er ist, ist jedoch umstritten.
3. Statt „Konzeption von“ sagt man in der Alltagssprache oft auch „Begriff von“. Man sollte Konzeptionen in dem hier eingeführten Sinne allerdings nicht mit Begriffen im Sinne von Ausdrücken oder gedanklichen Kategorien vermengen.
4. Sowohl sprachliche Ausdrücke als auch gedankliche Kategorien können auf Dinge angewendet werden. Hans denkt zum Beispiel, dass dies, was er vor sich sieht, eine Bank sei. Er wendet also den Begriff <Bank> (den Begriff, den er manchmal durch das Wort „Bank“ und manchmal durch das Wort „Geldinstitut“ ausdrückt) auf das, was er vor sich sieht, an. Man nehme an, die vermeintliche Bank sei tatsächlich eine Versicherung. In diesem Falle wendet Hans den Begriff <Bank> also (irrtümlich) auf eine Versicherung an. Man kann auch sagen: Er nimmt mit dem Begriff <Bank> auf eine Versicherung Bezug.
Die Frage nach der Bedeutung eines Begriffs – Was greift der Begriff ganz allgemein heraus, welche Dinge fallen unter ihn? – sollte nicht mit der Frage nach seinem Bezug – Worauf wendet ein Subjekt ihn in einer spezifischen Situation an, welches Ding (oder welche Dinge) subsumiert das Subjekt unter diesen Begriff? – verwechselt werden.

## Varianten des semantischen Relativismus

### Operationalismus
Eine einschlägige Variante des semantischen Relativismus ist der Operationalismus – die These, dass Begriffe für Messgrößen (wie Gewicht, Volumen, pH-Wert usw.) über die Methode (d. h. die Messoperationen), mit Hilfe derer sie ermittelt werden, definiert seien.
Dieser Position zufolge hat sich die Bedeutung von <pH-Wert> bzw. „pH-Wert“ in der Chemie geändert, als man beschlossen hat, zur Ermittlung des pH-Werts anstatt Lackmuspapierstreifen, Elektroden zu verwenden. Der operationalistischen Position zufolge ist das neue Verfahren nicht besser oder schlechter als das alte, sondern es ermittelt etwas anderes, da die methodische Operation eine andere ist.

### Kuhnianismus
Eine Verallgemeinerung dieser These für wissenschaftlichen Begriffe insgesamt nimmt Thomas S. Kuhn in The Structure of Scientific Revolutions vor. Seiner dort vertretenen Auffassung zufolge wird die Bedeutung von wissenschaftlichen Begriffen generell über die Theorien bestimmt, die zum jeweiligen Zeitpunkt von der wissenschaftlichen Gemeinschaft über das, was diese Begriffe jeweils bezeichnet, vertreten werden. Wobei die Theorien natürlich nicht nur Aussagen darüber machen, wie etwas zu messen ist, sondern auch darüber, welche Eigenschaften es hat.
Als man von der Theorie, dass die Erde eine Scheibe sei, zu der Theorie, dass die Erde eine Kugel sei, übergegangen ist, hat sich dieser Auffassung zufolge auch die Bedeutung von <Erde> bzw. „Erde“ gewandelt. Demnach widersprechen die beiden Theorien einander gar nicht, sondern sie beziehen sich auf unterschiedliche Dinge. Es hat demnach also eigentlich gar kein Wandel in der Theorie über die Erde stattgefunden, sondern es ist einfach nur das Thema gewechselt worden.
Man beachte, dass das eine ganz und gar andere Position ist, als die, dass die Form der Erde selbst durch den Wandel der Theorien verändert worden wäre. Es ist auch eine ganz andere Position, als die, dass die Erde sowohl eine Scheibe als auch eine Kugel sei (siehe: Ontologischer Relativismus).

### Definitionstheorie und Gebrauchstheorie der Bedeutung
Der semantische Relativismus in dem beschriebenen Sinne ist eine Konsequenz aus der so genannten Definitionstheorie der Bedeutung, die besagt: Begriffe sind (generell) über die Überzeugungen des- oder derjenigen definiert, die diese Begriffe jeweils verwenden. Die Bedeutung von Begriffen hängt demnach allein davon ab, welche Konzeption deren jeweilige Verwender von den Referenten dieser Begriffe haben.
Der Bedeutungsrelativismus folgt aber auch aus zumindest manchen Varianten der Gebrauchstheorie der Bedeutung – der These, dass die Bedeutung von Begriffen von ihrer Verwendung bestimmt werde.
Ob der semantische Relativismus aus der Gebrauchstheorie folgt, hängt davon ab, wie sie gemeint ist. Wenn sie bloß sagt, dass der Begriff <Bank> genau dann Geldinstitut bedeutet, wenn er eben mit dieser Bedeutung verwendet wird, dann folgt der Bedeutungsrelativismus natürlich nicht. Und er folgt auch dann nicht, wenn die Gebrauchstheorie bloß sagt, dass der Begriff <Bank> genau dann Geldinstitut bedeutet, wenn er auf Geldinstitute und nur auf diese zutreffend anzuwenden ist.

### Sapir-Whorf-Hypothese
Eine ganz andere Art von Bedeutungsrelativismus ist die Sapir-Whorf-Hypothese. Sie besagt: Sprecher unterschiedlicher Sprachen haben grundsätzlich unterschiedliche Begriffe im Sinne von gedanklichen Kategorien.
Das ist nicht die These, dass sich Äußerungen in einer Sprache immer nur unzulänglich in andere Sprachen übersetzen lassen. Es ist auch nicht die These, dass verschiedene Subjekte unterschiedliche Begriffe von bestimmten Dingen haben, in dem Sinne, dass sie sich von denselben Dingen ganz unterschiedliche Vorstellungen machen. Die Sapir-Whorf-Hypothese besagt vielmehr, dass sich das Repertoire von gedanklichen Kategorien unterscheide, über das die Sprecher unterschiedlicher Sprachen jeweils verfügen.
In ihrer radikalsten Form impliziert die Sapir-Whorf-Hypothese, dass die Gedanken der Sprecher unterschiedlicher Sprachen niemals den gleichen Inhalt haben (sich auf das Gleiche beziehen) können. Jemand der nicht Deutsch spricht, kann demnach zum Beispiel nicht den Gedanken haben, den Sprecher des Deutschen durch den Satz: „Es regnet“, ausdrücken, weil er eben nicht über die entsprechenden gedanklichen Kategorien verfügt.
Hinter der Sapir-Whorf-Hypothese steckt die Beobachtung, dass sich sowohl die Vokabularien als auch die Grammatiken der Sprachen, die auf der Welt gesprochen werden (derzeit sind es über 6000), stark unterscheiden. Es gibt beispielsweise nicht in jeder Sprache ein Pendant für den deutschen Ausdruck „regnen“. Ausgehend von der Annahme, dass Menschen Begriffe überhaupt erst dadurch erwerben würden, dass sie eine Sprache lernen, wird daraus geschlossen, dass die Verwender unterschiedlicher Ausdrücke über völlig unterschiedliche gedankliche Kategorien verfügen müssten.
In den Kognitionswissenschaften wird heute zumeist von der gegenteiligen Annahme ausgegangen: Um überhaupt eine Sprache erwerben zu können, muss man schon von vorneherein über gedankliche Kategorien verfügen.
Diese Auffassung ist nur mit einer gemäßigten Form der Sapir-Whorf-Hypothese vereinbar, der zufolge Menschen lediglich ein Teilrepertoire ihrer gedanklichen Kategorien durch das Erlernen einer Sprache (oder sonstige Sozialisationseinflüsse) erwerben. Demnach kann zum Beispiel nicht jeder den Gedanken haben, den Physiker durch den Satz: „Ein Elektron ist durch die Nebelkammer geflogen“ ausdrücken, weil nicht jeder über die gedankliche Kategorie <Elektron> verfügt. Einige Kognitionswissenschaftler würden allerdings bestreiten, dass man unbedingt ein Wort wie „Elektron“ kennen müsse, um diesen Gedanken denken zu können.